# Ligne Miyazu
La ligne Miyazu (宮津線, Miyazu-sen) est une ligne ferroviaire japonaise exploitée par la Kyoto Tango Railway reliant la ville de Maizuru à Toyooka.

## Histoire
La section Nishi-Maizuru - Miyazu a été ouverte en 1924 par la Société gouvernementale des chemins de fer japonais, puis a été prolongée vers l'ouest, atteignant Amino en 1926.
La section Toyooka - Kumihama a été ouverte en 1929, la section Amino - Tango-Kanno en 1931, et la ligne a été achevée en 1932 avec l'ouverture de la section Kumihama - Tango-Kanno.
Les services de fret ont cessé en 1985 et en 1990, Kitakinki Tango Railway commence à exploiter la ligne. La section Amanohashidate - Miyazu a été électrifiée en 1996, permettant aux rames automotrices de la ligne Miyafuku de desservir la gare d'Amanohashidate.
Le 1er avril 2015, l'activité d'exploitation ferroviaire de Kitakinki Tango Railway a été transférée à Kyoto Tango Railway (Willer Trains).

## Caractéristiques

### Ligne
- Longueur : 83,6 km
- Ecartement : 1 067 mm
- Electrification : courant continu 1500 V entre Amanohashidate et Miyazu
- Nombre de voies : voie unique

### Liste des gares
La ligne comprend 19 gares avec une distance moyenne de 4,64 km entre chaque gare.

#### Nishi-Maizuru - Miyazu
Entre les gares de Nishi-Maizuru et Miyazu, la ligne prend le surnom de ligne Miyamai (宮舞線, Miyamai-sen). La ligne est représentée par le symbole M.
- Les trains Locaux sont sur la colonne L
- Les trains Rapid Service sont sur la colonne R
- Les trains Limited Express sont sur la colonne L.E

| Numéro | Gare          | Nom japonais | Distance entre chaque gare | Distance depuis Nishi-Maizuru | L | R     | L.E | Correspondance    | Localisation | Localisation        |
| ------ | ------------- | ------------ | -------------------------- | ----------------------------- | - | ----- | --- | ----------------- | ------------ | ------------------- |
| M08    | Nishi-Maizuru | 西舞鶴       | -                          | 0                             |   |       |     | JR West : Maizuru | Maizuru      | Préfecture de Kyoto |
| M09    | Shisho        | 四所         | 5,4                        | 5,4                           |   |       |     |                   | Maizuru      | Préfecture de Kyoto |
| M10    | Shinonome     | 東雲         | 3,5                        | 8,9                           |   |       |     |                   | Maizuru      | Préfecture de Kyoto |
| M11    | Tango-Kanzaki | 丹後神崎     | 3,8                        | 12,7                          |   |       |     |                   | Maizuru      | Préfecture de Kyoto |
| M12    | Tango-Yura    | 丹後由良     | 1,7                        | 14,4                          |   |       |     |                   | Miyazu       | Préfecture de Kyoto |
| M13    | Kunda         | 栗田         | 5,8                        | 20,2                          |   | （※） |     |                   | Miyazu       | Préfecture de Kyoto |
| 14     | Miyazu        | '宮津        | 4,5                        | 24,7                          |   |       |     | KTR : Miyafuku    | Miyazu       | Préfecture de Kyoto |

（※） Seuls les trains Rapid Service partant de Miyazu pour Nishi-Maizuru s'arrêtent.

#### Miyazu - Toyooka
Entre les gares de Miyazu et Toyooka, la ligne prend le surnom de ligne Miyatoyo (宮豊線, Miyatoyo-sen). La ligne est représentée par le symbole T.
- Les trains Locaux sont sur la colonne L
- Les trains Rapid Service sont sur la colonne R
- Les trains Limited Express sont sur la colonne L.E

| Numéro | Gare                  | Nom japonais     | Distance entre chaque gare | Distance depuis Nishi-Maizuru | L | R | L.E   | Correspondance             | Localisation | Localisation        |
| ------ | --------------------- | ---------------- | -------------------------- | ----------------------------- | - | - | ----- | -------------------------- | ------------ | ------------------- |
| 14     | Miyazu                | 宮津             | -                          | 24,7                          |   |   |       | KTR : Miyafuku             | Miyazu       | Préfecture de Kyoto |
| T15    | Amanohashidate        | 天橋立           | 4,4                        | 29,1                          |   |   |       | Funiculaire Amanohashidate | Miyazu       | Préfecture de Kyoto |
| T16    | Iwatakiguchi          | 岩滝口           | 3,7                        | 32,8                          |   |   |       |                            | Miyazu       | Préfecture de Kyoto |
| T17    | Yosano                | 与謝野           | 2,9                        | 35,7                          |   |   |       |                            | Yosano       | Préfecture de Kyoto |
| T18    | Kyōtango-Ōmiya        | 京丹後大宮       | 7,0                        | 42,7                          |   |   |       |                            | Kyōtango     | Préfecture de Kyoto |
| T19    | Mineyama              | 峰山             | 5,6                        | 48,3                          |   |   |       |                            | Kyōtango     | Préfecture de Kyoto |
| T20    | Amino                 | 網野             | 7,2                        | 55,5                          |   |   |       |                            | Kyōtango     | Préfecture de Kyoto |
| T21    | Yūhigaura-Kitsu-Onsen | 夕日ヶ浦木津温泉 | 5,6                        | 61,1                          |   |   |       |                            | Kyōtango     | Préfecture de Kyoto |
| T22    | Shotenkyo             | 小天橋           | 5,4                        | 66,5                          |   |   | （※） |                            | Kyōtango     | Préfecture de Kyoto |
| T23    | Kabutoyama            | かぶと山         | 3,2                        | 69,7                          |   |   |       |                            | Kyōtango     | Préfecture de Kyoto |
| T24    | Kumihama              | 久美浜           | 2,3                        | 72,0                          |   |   |       |                            | Kyōtango     | Préfecture de Kyoto |
| T25    | Kōnotori-no-sato      | コウノトリの郷   | 8,6                        | 80,6                          |   |   |       |                            | Toyooka      | Préfecture de Hyōgo |
| T26    | Toyooka               | 豊岡             | 3,0                        | 83,6                          |   |   |       | JR West : San'in           | Toyooka      | Préfecture de Hyōgo |

（※）Seulement durant la saison estivale et un seul aller-retour.

## Matériel roulant

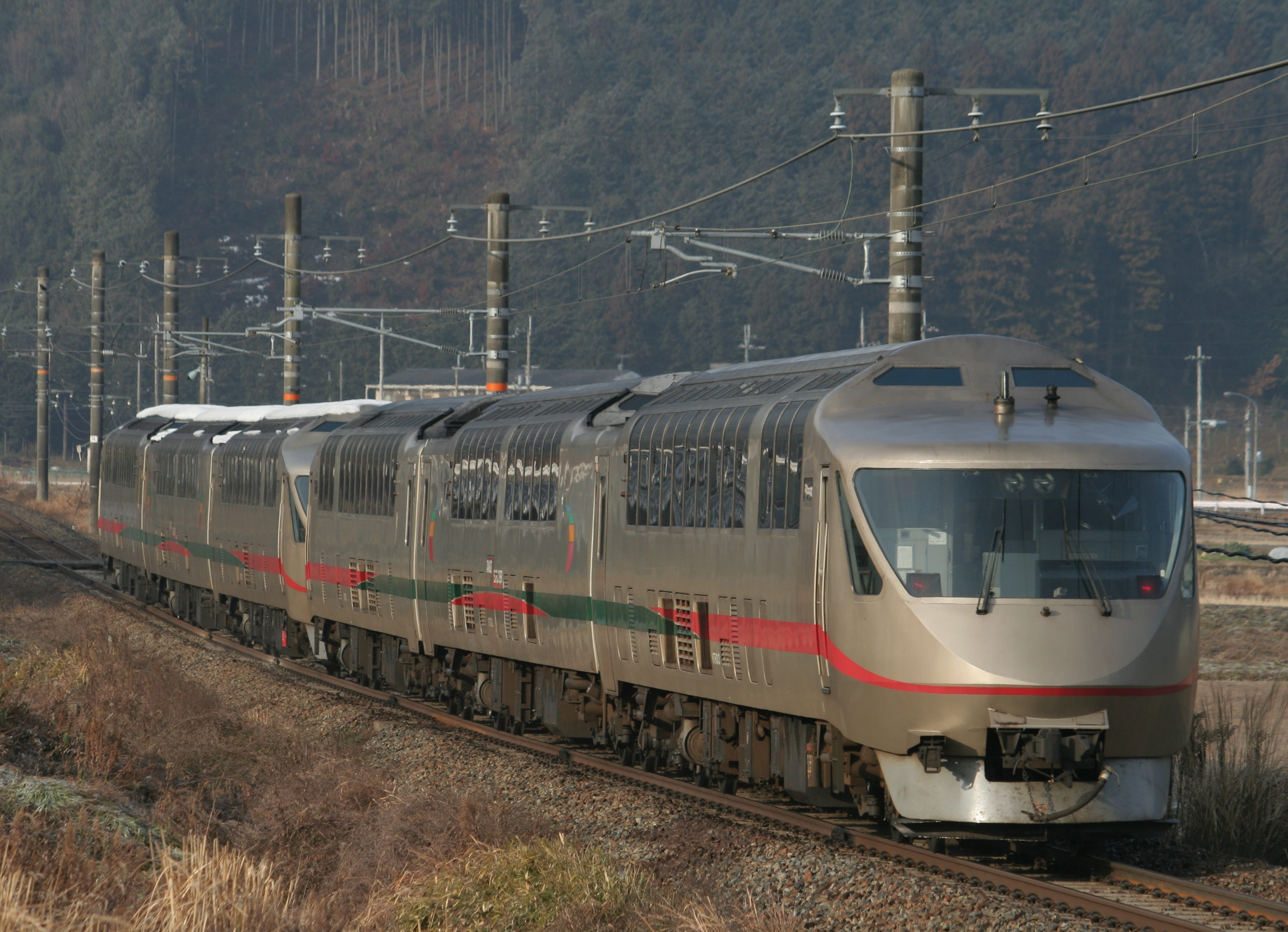
Série KTR 001
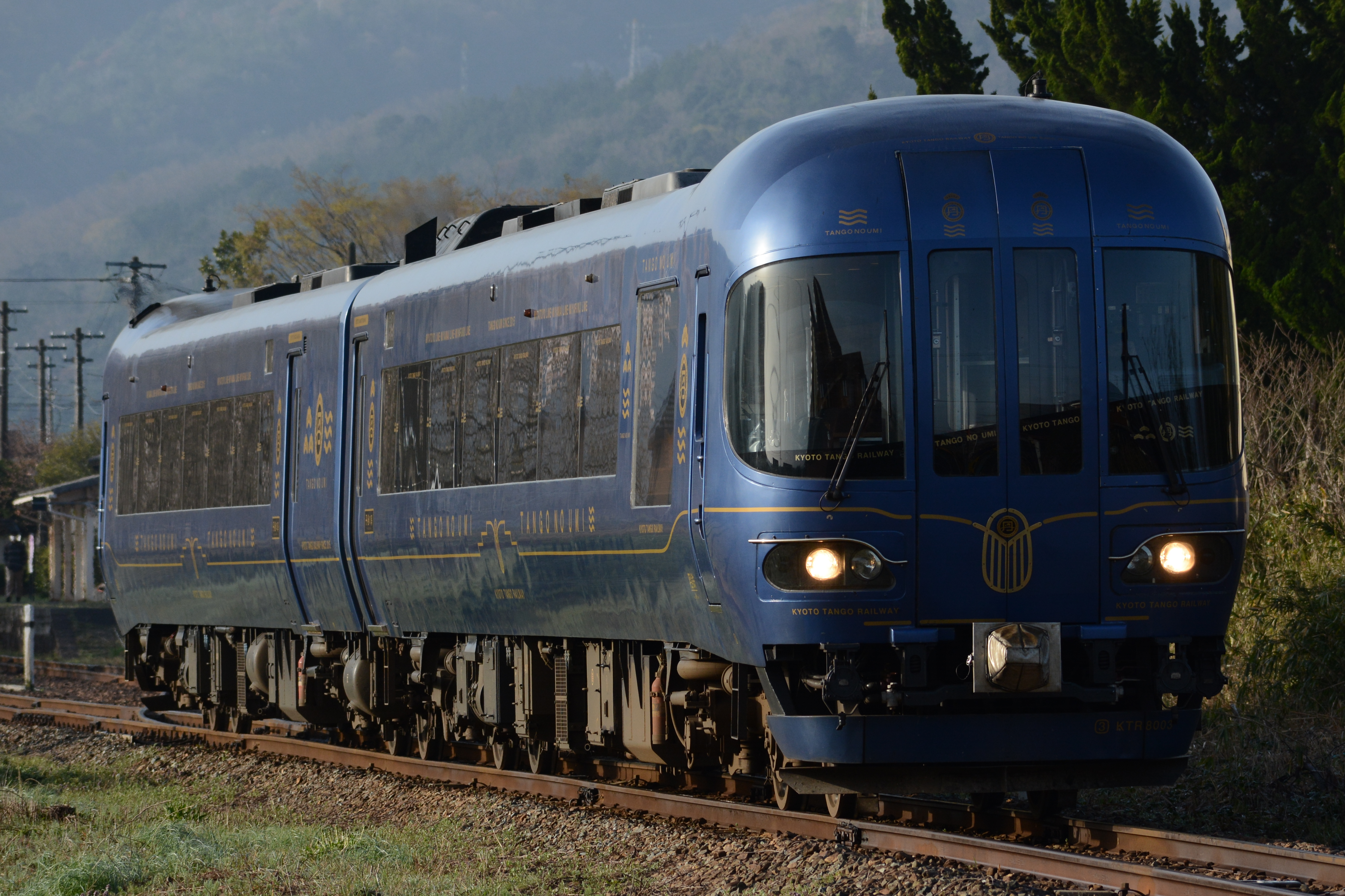
Série KTR 8000
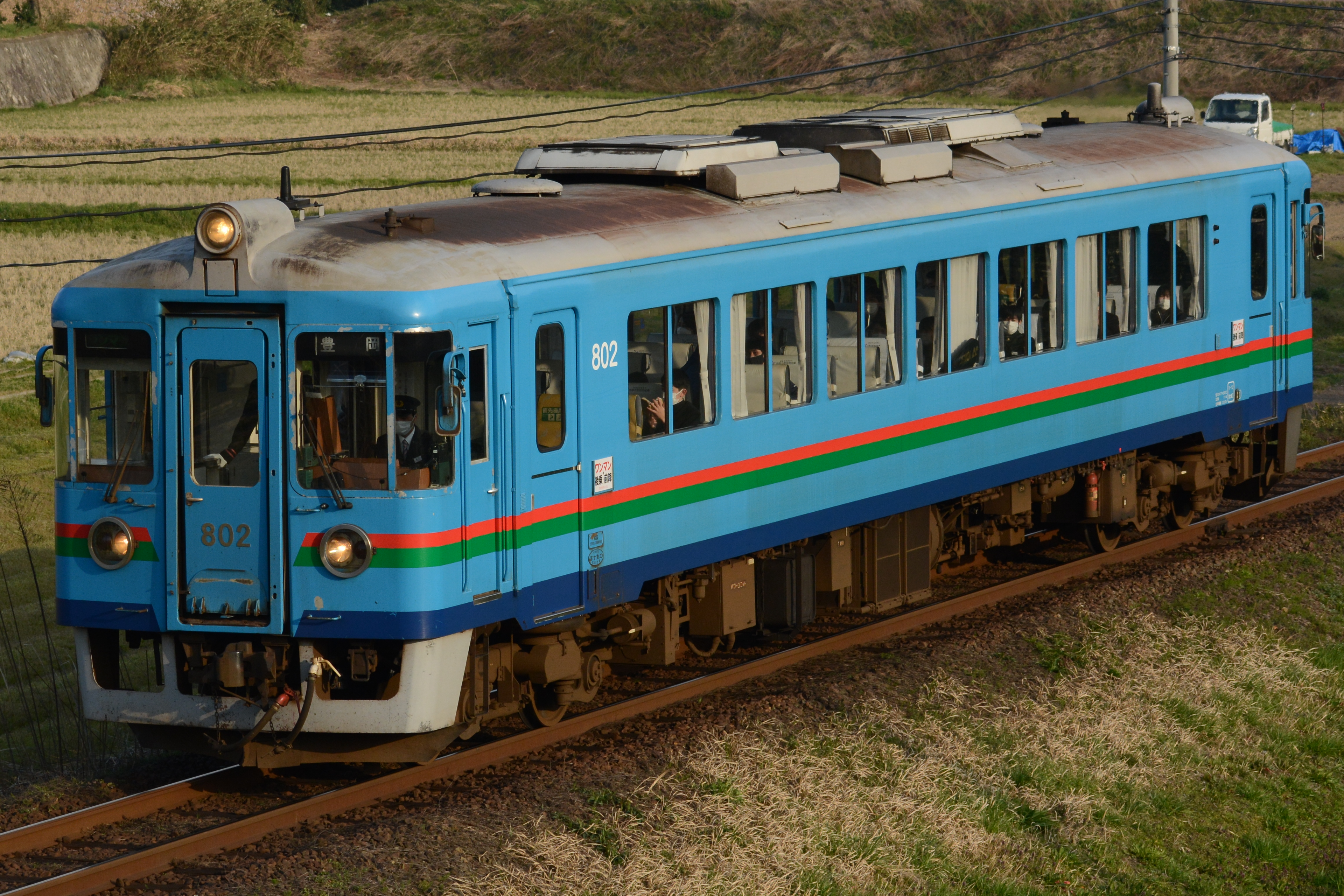
Séries KTR 700 / 800
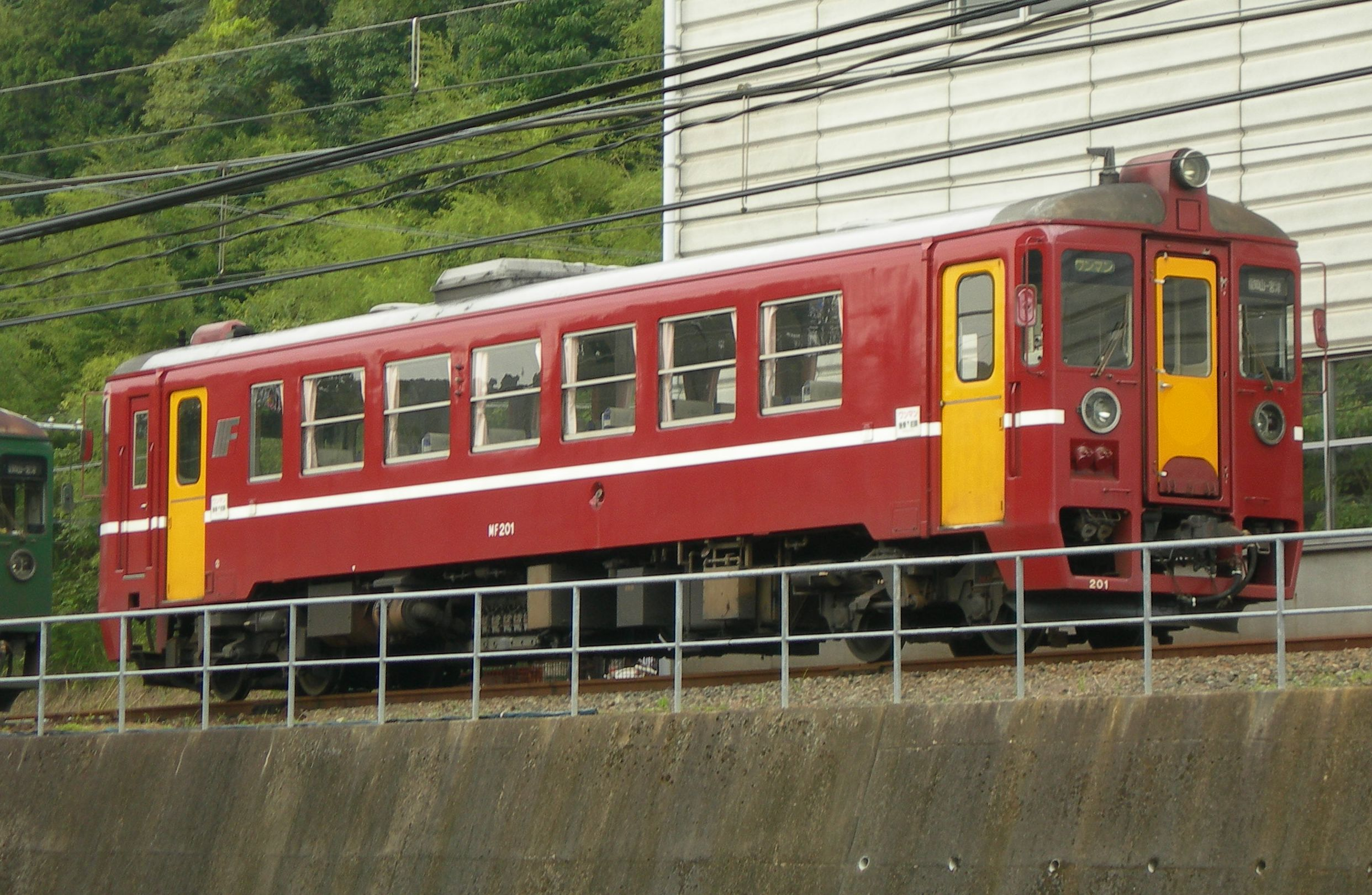
Séries MF 100 / 200
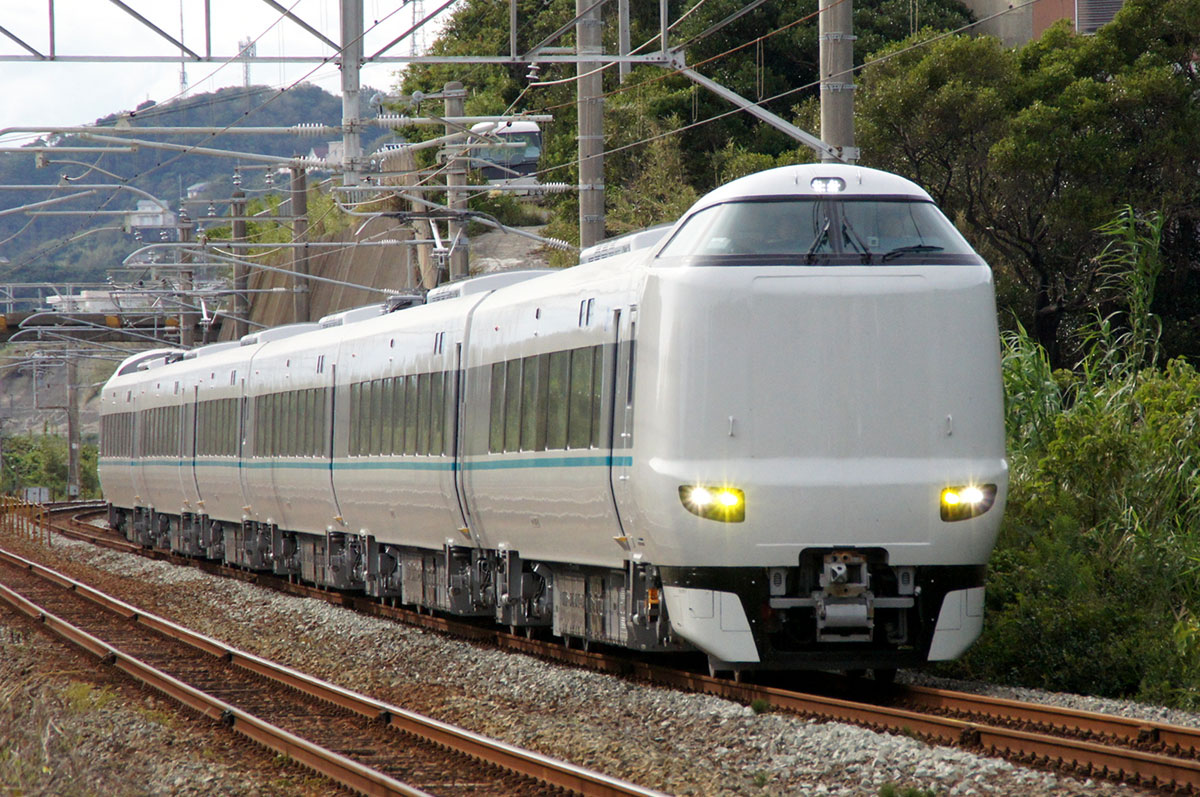
JR West série 287